# Dear Doctor
«Dear Doctor» — песня британской рок-н-ролл группы the Rolling Stones, она появилась на их альбоме 1968 года Beggars Banquet.
Песня была написана Миком Джаггером и Китом Ричардсом. «Dear Doctor» это кантри песня с блюзовыми корнями. Она является хорошим примером композиции, построенной на основе акустической гитары, благодаря которой альбом Beggars Banquet заработал репутацию «возвращения к форме». Билл Яновитч писал в своей рецензии на песню: «Со всеми акустическими инструментами — гитара, tack piano, 12-струнная гитара, гармоника, тамбурин и контрабас — …группе удаётся звучать старомодно и примитивно, с Миком Джаггером, использующим фальшивый американский акцент, которым он будет продолжать злоупотреблять на будущих блюзовых и кантри номерах на протяжении всей карьеры Stones'».
Касательно экспериментов Rolling Stones' с кантри, Джаггер сказал в 2003 году: «Кантри песни такие как 'Factory Girl' или 'Dear Doctor' с альбома Beggars Banquet были настоящей подделкой. В любом случае в кантри музыке всегда есть чувство юмора, a way of looking at life in a humorous kind of way — и я думаю, мы просто признавали этот элемент музыки».
Песня рассказывает историю молодого человека, обнаружившего, что его невеста бросила его в день их свадьбы, к его облегчению:
I was tremblin, as I put on my jacket
It had creases as sharp as a knife
I put the ring in my pocket, but there was a note
And my heart it jumped into my mouth
It read, «Darlin', I’m sorry to hurt you
But I have no courage to speak to your face
But I’m down in Virginia with your cousin Lou
There be no wedding today»
Яновитч заключает, «Jagger may be poking fun a little, but he could not nail the parlance of the characters so precisely if he had not studied it closely as a fan of the music… In a sense, they have been musicologists, interpreting musical forms that were in danger of dying out. The raw quality of 'Dear Doctor' и оставшаяся часть альбома были благодушно приняты большинством поклонников группы, потерявшим терпение после их экспериментального альбома Their Satanic Majesties Request.»
«Dear Doctor» записывалась на студии Olympic Sound Studios в Лондоне между 13 и 21 мая 1968 года. Несмотря на появлении песни на одном из самых известных альбомов Stones', «Dear Doctor» никогда не исполнялась группой в живую. Песня появляется на альбоме-сборнике Slow Rollers.

## Участники записи
- Мик Джаггер – вокальные партии
- Кит Ричардс – акустическая гитара, бэк-вокал
- Брайан Джонс –  гармоника
- Билл Уаймен –  бас-гитара
- Чарли Уоттс –  перкуссия
- Ники Хопкинс – tack piano